# Ramkonvention om skydd för nationella minoriteter
Europarådets Ramkonvention om skydd för nationella minoriteter (engelska: Framework Convention for the Protection of National Minorities, franska: Convention-cadre pour la protection des minorités nationale) är ett mellanstatligt avtal som har upprättats inom ramen för Europarådets samarbete. Syftet med konventionen är att säkerställa respekten för de nationella minoriteternas fri- och rättigheter i de undertecknande staterna och möjliggöra minoriteternas jämlikhet med majoritetssamhället i respektive stat.

En karta över vilka länder som 2010 hade anslutit sig till ramkonventionen. Mörkgrönt: stater som skrivit under och ratificerat. Ljusgrönt: stater som skrivit under men inte ratificerat. Vitt: medlemsstater i Europarådet som inte skrivit under. Grått: stater som inte är medlemmar i Europarådet.

Konventionen antogs av rådets ministerkommitté den 10 november 1994 och från den 1 februari 1995 kunde stater underteckna och ansluta sig till konventionen. Konventionen trädde i kraft den 1 februari 1998 med 12 stater som hade skrivit under och ratificerat konventionen.

## Granskning
I samband med Europarådets återkommande granskning 2023 av Sveriges efterlevnad till ramkonventionen om skydd för nationella minoriteter släppte människorättsorganisationen Civil Rights Defenders en alternativrapport med rekommendationer till den svenska regeringen. I rapporten kritiserades att Sverige - trots återkommande uppmaningar från Europarådet - inte erbjuder romer från andra EU-länder samma skydd som svenska romer, något som strider mot ramkonventionen om skydd för nationella minoriteter. Den svenska regeringen får även kritik för att man tillåter romer från andra EU-länder (utsatta EU-medborgare) att leva under ovärdiga levnadsförhållanden med brist på vatten och avlopp, samt de återkommande vräkningar av romer som svenska myndigheter har utfört utan att erbjuda alternativa bostäder. Vidare noteras att hatbrott och antiziganism drabbar romer hårt och regeringen uppmanas att se över lagstiftningen mot hatbrott för att bättre kunna skydda romer.